# Attentat contre le bus de l'équipe du Borussia Dortmund
L'attentat contre le bus de l'équipe du Borussia Dortmund a lieu le 11 avril 2017. Il est attaqué avec des bombes artisanales en bordure de route à Dortmund, en Allemagne. Trois bombes explosent alors que le bus transporte l'équipe au Signal Iduna Park pour le match aller de son quart de finale contre l'AS Monaco en Ligue des champions de l'UEFA. L'un des joueurs de l'équipe, Marc Bartra, et un policier sont blessés, mais les vitres renforcées du bus évitent de faire des victimes.
Le 21 avril 2017, la police allemande arrête un homme soupçonné d'avoir posé des bombes pour faire baisser le cours de l'action du Borussia Dortmund et tirer profit des bons de souscription qu'il a achetés avant l'attaque.

## Attentat

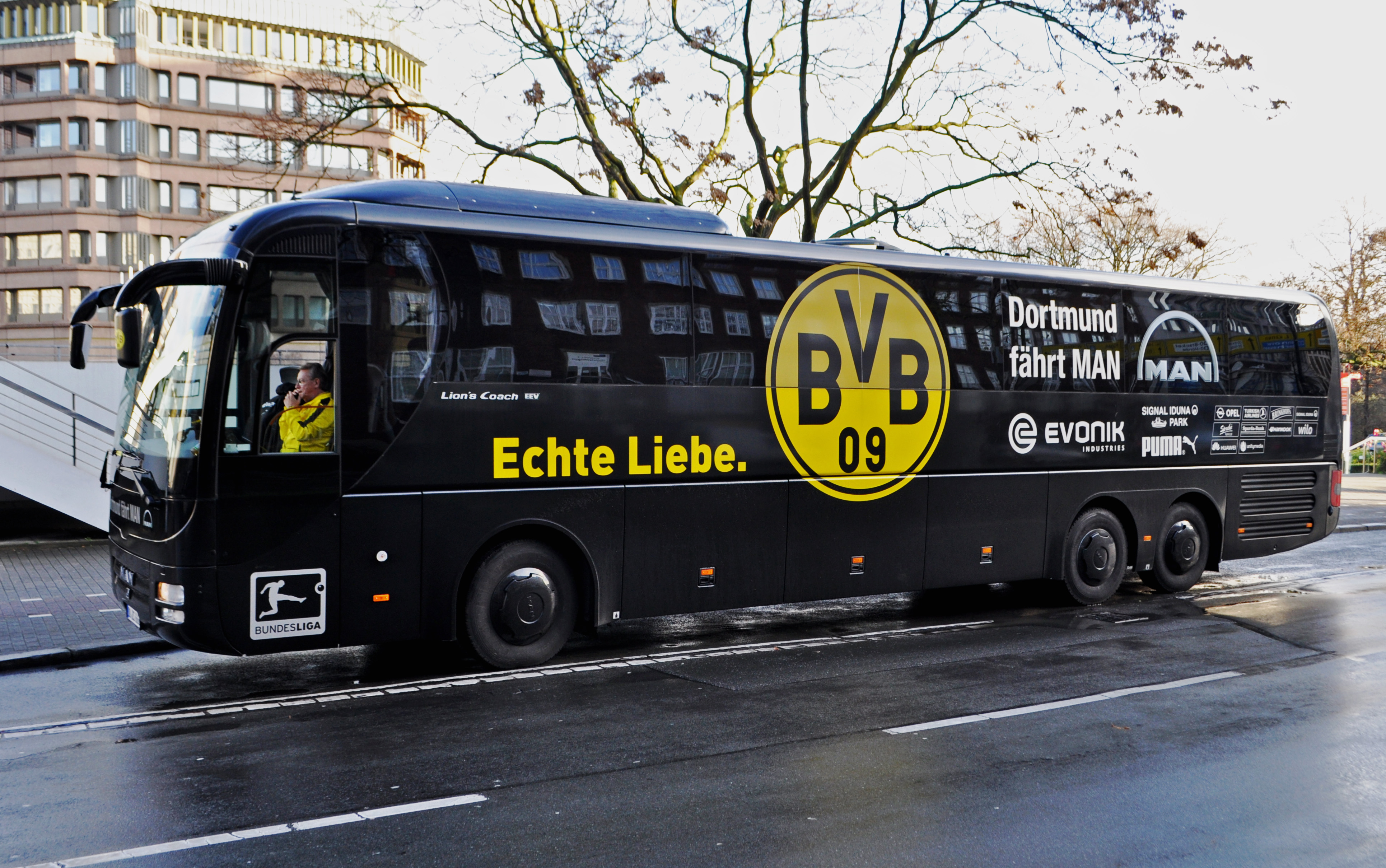
Le bus de l'équipe du Borussia Dortmund en 2015.

Le bus de l'équipe du Borussia Dortmund est attaqué avec trois bombes tuyau artisanales alors qu'il se rendait au Signal Iduna Park de Dortmund. Les bombes sont cachées dans des haies au bord de la route et explosent vers 19h15 heure locale (17h15 UTC). Ils sont remplis de broches métalliques pointues et ont une portée d'environ 100 mètres. Sur la base du type de détonateur et d'explosif impliqué, les autorités allemandes supposent qu'il s'agit d'une implication terroriste. Les bombes utilisent des détonateurs militaires et les explosifs peuvent provenir de stocks militaires. Le footballeur espagnol et membre de l'équipe de Dortmund Marc Bartra est blessé par des éclats de verre de la fenêtre du bus ; il est transporté dans un hôpital voisin où son poignet droit est opéré. Un policier est blessé par explosion et électrisé ; il escortait le bus à moto. Il est très probable que sans les vitres renforcées du bus, il y aurait eu des pertes massives.
À l'époque, le bus est en route pour le match aller du quart de finale de l'UEFA Champions League 2016-17 du Borussia Dortmund contre Monaco au Signal Iduna Park ; le match reporté au lendemain, est remporté par Monaco 3 à 2.

## Enquête
La police allemande et les avocats de l'État considèrent l'attentat à la bombe comme une tentative de meurtre et un attentat planifié contre le Borussia Dortmund. Il y a trois revendications de responsabilité : une laissée sur les lieux revendiquant un motif islamiste, une postée sur Internet revendiquant un motif antifasciste (qui est jugée fausse), et une plus tard envoyée à un journal revendiquant un motif d'extrême droite. Le bureau du procureur fédéral allemand qualifie l'attaque d'acte de terrorisme avec une possible implication islamiste. Le ministre de l'Intérieur de Rhénanie du Nord-Westphalie qualifie l'attaque de professionnelle. La police enquête pour savoir s'il s'agit d'une attaque par des islamistes, par l'extrême gauche ou par l'extrême droite. Selon les médias allemands de l'époque, les enquêteurs examinent si un service de sécurité étranger est derrière l'attentat.

### Revendications de responsabilité
Il y a trois revendications de responsabilité différentes. La première réclamation est trouvée dans trois lettres identiques laissées sur les lieux. Les lettres indiquaient que l'attaque constitue des représailles à l'intervention militaire allemande contre l'État islamique (ISIS) en Irak et en Syrie, l'accusant d'être responsable du meurtre de musulmans. La revendication exige que la base militaire américaine de Ramstein soit fermée et que les avions Tornado allemands se retirent de Syrie. Il s'y trouve des menaces de nouvelles attaques contre des célébrités non musulmanes en Allemagne,. Les lettres sont considérées comme inhabituelles, car les précédentes attaques liées à l'Etat islamique en Europe ne sont pas accompagnées de tels aveux. Les lettres s'adressent directement au chancelier allemand et n'ont aucune justification religieuse, logo ISIS ou signature. Les journaux allemands rapportent plus tard que les enquêteurs ont "des doutes importants" sur l'authenticité des lettres et suggèrent qu'elles sont peut-être écrites pour piéger les islamistes,.
Une autre affirmation est publiée sur le site Web IndyMedia. Au départ, il y a des allégations selon lesquelles les groupes de supporters du Borussia Dortmund sont infiltrés par des sympathisants néonazis. Il y est déclaré que l'attaque est commise parce que le Borussia Dortmund ne s'oppose pas assez aux racistes et nazis impliqués dans les groupes de supporters du club. La demande est retirée comme fausse et la police l'a également traitée comme fausse.
Quelques jours plus tard, une troisième revendication de responsabilité est envoyée au journal Der Tagesspiegel qui fait allusion à un mobile d'extrême droite. L'e-mail anonyme fait l'éloge d'Adolf Hitler et attaque le multiculturalisme, ajoutant que l'attaque est un dernier avertissement,. Une porte-parole des procureurs fédéraux déclare que la plainte fait l'objet d'une enquête. La lettre menace également d'une nouvelle attaque contre les manifestants qui s'oppose à la conférence du parti Alternative pour l'Allemagne à Cologne le 22 avril. La police a également envisagé la possibilité que l'attaque ait été menée par l'extrême droite afin d'inciter à une réaction violente contre les musulmans.

### Suspects
Au stade initial de l'enquête, la police identifie deux suspects et arrête l'un d'eux. Les appartements des deux suspects sont fouillés à la recherche d'indices. Le suspect arrêté est un immigrant irakien vivant à Wuppertal et soupçonné d'être un extrémiste islamiste,. La police pense qu'il dirige une unité de l'Etat islamique en Irak impliquée dans des meurtres, des enlèvements, de la contrebande et de l'extorsion,. Cependant, la police conclut plus tard qu'il n'est pas responsable de l'attentat de Dortmund,.
Le 21 avril 2017, le procureur fédéral annonce avoir arrêté un citoyen germano-russe de 28 ans, identifié comme étant Sergej Wenergold, soupçonné de 20 tentatives de meurtre, de détention illégale d'explosifs, et de coups et blessures aggravés. L'homme séjournait à l'hôtel de l'équipe du Borussia. Il a placé des explosifs le long de la route que traverse le bus plus tard pour le stade. Lors de l'enregistrement, il choisit une chambre avec une fenêtre donnant sur la route afin de pouvoir déclencher à distance l'explosion au passage du bus. Il est révélé que le jour de l'attaque, il achète des bons de souscription pour 78 000 € à une banque d'investissement en utilisant la connexion Internet de sa chambre d'hôtel. Ils lui auraient fait un gros profit allant jusqu'à 3,9 € millions si le cours de l'action de Dortmund s'effondrait après une attaque réussie, mais il n'a chuté que de 5% après l'attaque et s'est ensuite redressé. La transaction inhabituelle a soulevé des soupçons de blanchiment d'argent auprès des employés de la banque, les incitant à alerter les autorités et à leur transmettre l'identité de Wenergold, ce qui conduit à son arrestation. La police déclare que le suspect a laissé des lettres sur les lieux du crime pour piéger les terroristes islamiques dans l'attaque. The Atlantic critique le fait que le grand public ait immédiatement blâmé les extrémistes islamiques malgré les autorités contestant la véracité des lettres, et déclare que le suspect appartient à une nouvelle catégorie d'extrémisme qu'ils appellent terrorisme à but lucratif, The Guardian l'a appelé la terreur alimentée par la cupidité financière.

### Procès
Sergej Wenergold est accusé de 28 chefs de tentative de meurtre pour l'attaque. Il avoue lors du procès avoir appris à fabriquer la bombe sur Google. Il déclare qu'il a intentionnellement mis moins de matériaux dans la bombe que suggéré sur Google afin de ne pas les tuer. Il utilise trois bombes artisanales dans son attaque. Marc Bartra témoigne au procès de Sergej et déclare qu'il craint pour sa vie depuis l'explosion. Bartra a subi une fracture du poignet et passe cinq jours à l'hôpital après l'attaque. Les procureurs allemands devant le tribunal ont fait valoir que Wenergold devrait être condamné à la prison à vie pour ses actions. Wenergold fait valoir qu'il ne voulait tuer personne avec son attaque, mais les procureurs font valoir que ce n'est pas vrai et qu'il a l'intention de tuer autant de membres de Dortmund que possible. En novembre 2018, Sergej Wenergold est condamné à 14 ans de prison pour son attentat contre le bus de l'équipe du Borussia Dortmund.

## Conséquences
Le match est reporté au lendemain à 18h45 heure locale (16h45 UTC), il se termine avec une victoire trois buts à deux de l'AS Monaco,. Alors que le Borussia Dortmund souhaite un report plus long, l'UEFA fait pression pour que le match se joue malgré tout, sinon ils doivent déclarer forfait. Après avoir consulté les joueurs, le PDG du Borussia Dortmund, Hans-Joachim Watzke, annonce que l'équipe accepte de jouer. Cependant, Thomas Tuchel, le manager de l'équipe se plaint publiquement que la décision leur soit imposée. On pense que cette prise de bec est le début de la fin du mandat de Tuchel en tant que manager du Borussia Dortmund, malgré la victoire de l'équipe en Coupe d'Allemagne en fin de saison. Les supporters de Monaco et de Dortmund se réunissent amicalement après l'attentat. De nombreux fans de Dortmund, des Allemands et des hôtels locaux offrent aux fans de Monaco de la nourriture gratuite et des hébergements pour la nuit. Le staff du Borussia Dortmund et l'ancien footballeur Lothar Matthäus critiquent la planification à court terme de l'UEFA.